# La danza delle libellule

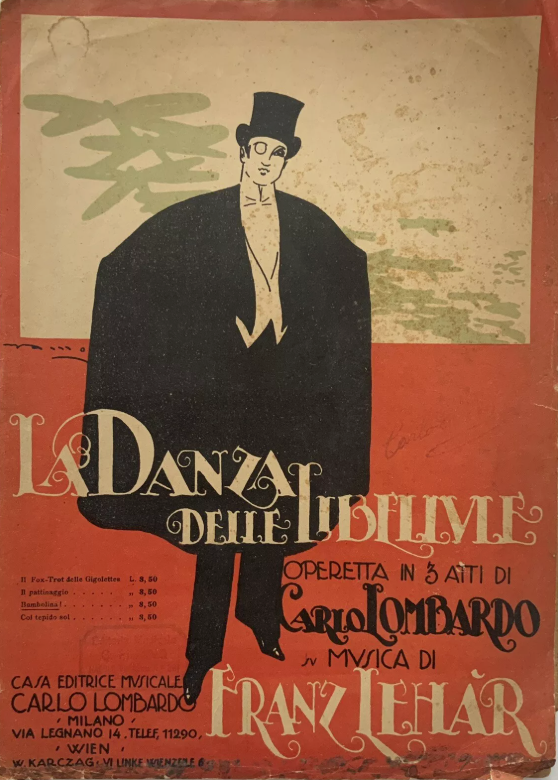
Spartito del duetto "Bambolina" da La danza delle libellule (1922).

La danza delle libellule è un’operetta di Carlo Lombardo e Franz Lehár andata in scena per la prima volta il 3 maggio 1922 al Teatro Lirico di Milano.

## Trama
Il nuovo proprietario del Castello di Nancy, Mr. Piper, intende dare una grande festa per celebrare l’inaugurazione del maniero e anche l’acquisizione – a pagamento – del titolo di Duca di Nancy. Intanto, nel vicino Hotel du Parc, la padrona Tutù Gratin è attratta da uno degli ospiti, un cacciatore di nome Carlo, che non sembra però ricambiare le sue attenzioni né quelle di un’amica sposata di Tutù, Carlotta («le donne ronzano attorno a Carlo come le libellule attorno al fuoco»: ecco spiegato il titolo dell’operetta). Ci sono nell’albergo anche la giovane Elena e un attore spiantato, Bouquet Blum, che spera di ottenere una scrittura nello spettacolo al castello. Tutti vengono più o meno coinvolti nella recita, anche Carlo che è stato pescato a cacciare di frodo e che dovrà interpretare, per punizione, il ruolo di Adone. Scocca però la passione amorosa, durante le prove dello spettacolo, tra Carlo ed Elena, che impersona Venere. Lo spettacolo va finalmente in scena, culminante nel finale con un foxtrot parigino messo in scena da Bouquet, ma si interrompe quando Carlo annuncia di non volerne più fare parte: è infatti il vero duca di Nancy e il legittimo proprietario del castello, e come tale chiede a Elena di sposarlo. A Carlotta e Tutù non resta che accontentarsi di Bouquet.

## Genesi e accoglienza
All’origine della Danza delle libellule c’è un’operetta austriaca di Franz Lehár, Der Sterngucker (letteralmente, “L’astronomo”), su libretto di Fritz Löhner, andata in scena a Vienna il 14 gennaio 1916 e già una volta revisionata in lingua tedesca con il contributo di un nuovo librettista (Alfred Maria Willner) per una nuova rappresentazione viennese del settembre 1916. A Vienna, e anche nella versione americana (The Star Gazer) andata in scena a New York il 26 novembre 1917, l’operetta non ebbe successo. Allora Carlo Lombardo, non nuovo a mettere le mani nei lavori altrui per adattarli al gusto italiano (e al gusto proprio), acquisì da Lehár le musiche di Der Sterngucker, trasformò completamente il libretto e ne ricavò La danza delle libellule, andata in scena al Teatro Lirico di Milano il 3 maggio 1922. Pare che il brano più famoso, il Fox-trot delle gigolettes («È notte, t’invita l’apache») sia stato pescato da Lombardo tra gli scarti di Lehár, che ne aveva soltanto annotato qualche frammento a matita.

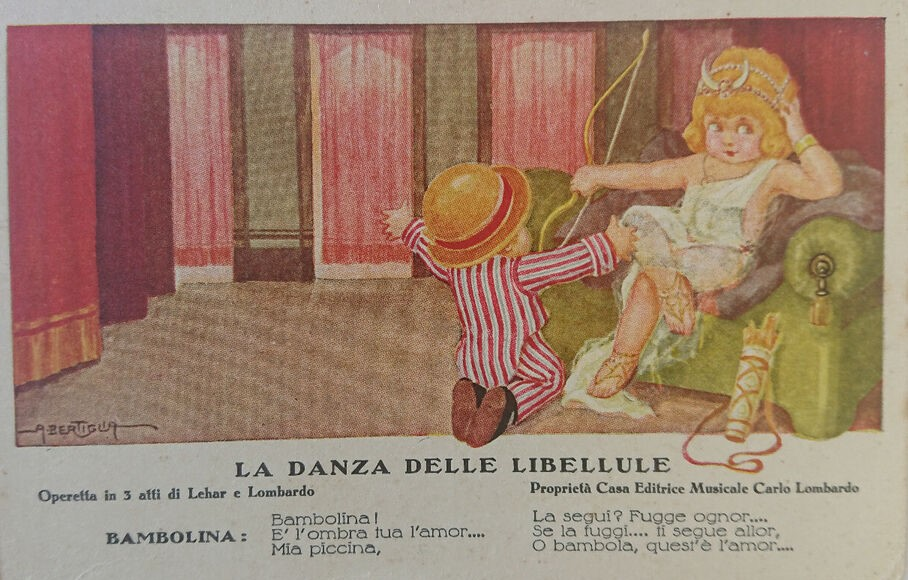
Cartolina pubblicitaria della Danza delle libellule raffigurante, in versione ironicamente infantile, il malizioso duetto comico "Bambolina, è l'ombra tua l'amor" (1922 circa).

Grazie anche alle scene di pattinaggio inserite da Lombardo, l’operetta di Lehár revisionata fu un successo a Milano e in tutta Italia, con numerosissime repliche. Ma venne fischiata a Roma, come racconta una recensione d’epoca del Corriere Mercantile di Genova: «Una volta tanto siamo vendicati. A diversi mesi di distanza da un nostro giudizio contrastante con l’inverosimile favore accordatole dal pubblico [...], La danza delle libellule è stata fischiata, anzi fischiatissima, da un pubblico indubbiamente intelligentissimo e dal palato certamente non... esquimese: quello di Roma e del teatro Quirino. Speriamo che d’ora innanzi i fischi di Roma sibilino un po’ dappertutto». Non contento, il recensore genovese citava addirittura, nella sua recensione, la recensione spietata di un giornale romano: «Nel libretto manca tutto: la trovata, la comicità, il brio, l’intreccio. Nella musica c’è quel tale ritornello orecchiabilissimo che dà ad ogni spettatore il diritto di dirsi "Ho un grande orecchio". Per chi non ha memoria e non rammenta le parole del ritornello, nell’intermezzo tra il 2° e il 3° atto, cala uno schermo dove una lanterna magica proietta i facili versi della canzonetta mentre l’orchestra guida per mano i cantori del pubblico. È tutto qua».
È probabile che qualcosa sia andato storto alla prima romana, perché in tutto il resto d’Italia La danza delle libellule fu un grande successo, uno dei maggiori dell’operetta degli anni Venti. Non si tratta forse di uno dei migliori lavori né di Lehár né di Lombardo, ma sposava molto bene lo stile austriaco (valzer, romanze) e quello italiano sempre più vicino alla rivista e alla commedia musicale (duetti comici, danze “nuove” come il fox-trot). Sono proprio questi brani “all’italiana” quelli rimasti più famosi: il duetto comico del 2° atto fra Tutù e Bouquet («Bambolina, / è l’ombra tua l’amor, / mia piccina, / la segui, fugge ognor; / se la fuggi / ti segue allor, / o bambola quest’è l’amor»); e soprattutto il già ricordato Fox-trot delle gigolettes, che verrà poi inciso più volte anche in forma di canzone: nel 1926 da Raoul Romito, con voce tenorile poco adatta al brano; nel 1957 da Lelio Luttazzi e la sua orchestra, in versione jazz; sempre nel 1957 da Enzo Ceragioli al pianoforte con accompagnamento d’orchestra; nel 1967 da Miranda Martino in un’esecuzione infedele ma vibrante e sensuale; nel 1970 da Milly, che lo canta in modo molto suggestivo come se fosse una canzone milanese della mala; e ancora, negli anni Settanta, da Nilla Pizzi, che ne fa invece una canzone stile anni Cinquanta).
Il successo italiano dell’operetta che in lingua tedesca non aveva avuto successo fu tale che venne concepito in Austria un rifacimento del rifacimento, Libellentanz, ritradotto in tedesco e messo in scena allo Stadttheater di Vienna il 31 marzo 1923. In questa veste, ossia nella versione revisionata da Lombardo, l’operetta di Lehár ebbe finalmente successo anche in patria. Non solo: ne vennero approntate una versione inglese, The Three Graces (in scena a Londra, all’Empire Theatre, dal 26 gennaio 1924) e una francese, La danse des libellules (in scena a Parigi, al teatro Ba-Ta-Clan, dal 14 marzo 1924). 

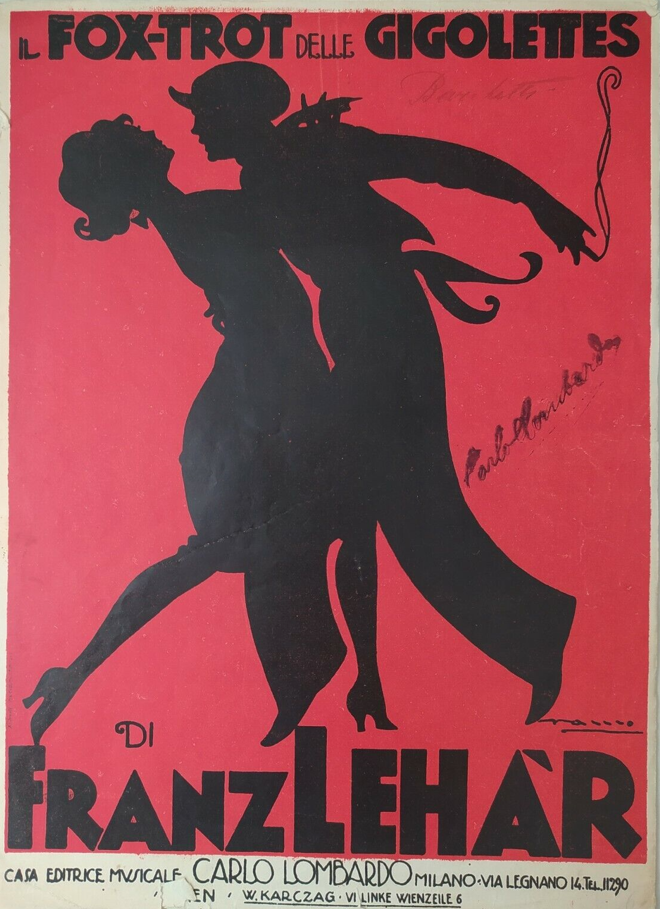
Spartito originale del "Fox-trot delle gigolettes".

Nel 1923 Lombardo cedette i diritti dell’operetta alla casa cinematografica Floréal Film di Roma per trarne un film. Anche Lehár avrebbe avuto la sua parte, ossia 5000 lire italiane, ma sembra in realtà che il film non sia mai stato realizzato. Fu invece realizzata nel 1926, da Lombardo e Lehár di nuovo insieme, un’operetta che cercava di sfruttare il successo della Danza delle libellule e del suo brano più famoso: Gigolette, che utilizzava – rimontati a suo modo da Lombardo – brani di altre operette di Lehár. La nuova operetta andò in scena a Milano il 30 dicembre 1926 con un successo discreto, tuttavia molto inferiore a quello della Danza delle libellule, anche perché ormai il tempo non solo di questa operetta ma più in generale dell’operetta stava volgendo al termine.

## Brani musicali[6]
- Coro d’introduzione («Del glacial verno» / «Töricht ist jeder»)
- Entrata di Elena, Tutù e Carlotta (Le libellule, «Notte, culla del piacer» / Libellenlied)
- Entrata di Carlo («Col tepido sole» / «Unbekannte Fee»)
- Duetto Elena-Carlo («Neve! Gel! L’inverno è nel mio cuor» / Frühlingswind)
- Scena delle pattinatrici [Tutù e coro] («Molle scivola il pié» / «Wenn ich lieb’, lieb’ ich enorm»)
- Duetto comico Tutù-Bouquet («Com’è dolce pattinar» / «Beim Kino möcht ich sein»)
- Finale I («La neve già discende»)
- Coro dei dandy ed Entrata di Elena («Come far le guance a imbellettar» / «Schminke, Puder sind das Arsenal»)
- Quartetto mitologico [Carlo-Elena-Carlotta-Tutù] («Tu! Tu! Tu!» / «Du! Du! Du!»)
- Duetto comico Tutù-Bouquet («Bambolina, è l’ombra tua l’amor» / «Bambolina, geh’ durch mit mir»)
- Duetto Elena-Carlo («Vorrei potergli il cor rubar» / «Nur er ist meiner Wünsche Traum»)
- Fox-trot delle gigolettes («È notte, t’invita l'apache» / «Komm’, sei heut’ mein Liebchen»)
- Finale II («Adone al chiaro di luna»)
- Terzetto-reminiscenza Elena-Tutù-Carlotta («Notte, culla del piacer» / «Ob du willst oder nicht»)
- Valse-boston [Elena, solo nella versione tedesca] («Herz, mein Herz»)
- Duetto-reminiscenza Tutù-Bouquet («Com’è dolce passeggiar» / «Lieber guter Mond»)
- Duetto-reminiscenza Elena-Carlo («Neve! Gel! L’inverno è nel mio cuor» / Frühlingswind)
- Finale III («Bambolina, è l’ombra tua l’amor» / «Bambolina, geh’ durch mit mir»)